# Cryptographis fumosalis
Cryptographis fumosalis là một loài bướm đêm trong họ Crambidae.